# Muro de Alcoy
Muro de Alcoy – gmina w Hiszpanii, w prowincji Alicante, we wspólnocie autonomicznej Walencja, o powierzchni 30,24 km². W 2011 roku liczyła 9010 mieszkańców.